# چد فائوست
چَد فائوست (انگلیسی: Chad Faust؛ زادهٔ ۱۴ ژوئیهٔ ۱۹۸۰) بازیگر، خواننده و کارگردان اهل کانادا است.
از فیلم‌ها یا برنامه‌های تلویزیونی که وی در آن نقش داشته است می‌توان به ۴۴۰۰، سی‌اس‌آی، سی‌اس‌آی: نیویورک، بهتر است فرار کنیم، نزول و سی‌اس‌آی: میامی اشاره کرد.